# شینیچی یاماگوچی
شینیچی یاماگوچی (ژاپنی: 山口 伸一؛ زادهٔ ۲۹ ژوئیهٔ ۱۹۷۶) یک بازیکن فوتبال اهل ژاپن است.
از باشگاه‌هایی که در آن بازی کرده‌است می‌توان به باشگاه فوتبال گامبا اوساکا اشاره کرد.